# Албицате
Албица̀те (на италиански: Albizzate; на ломбардски: Albizzaa, Албицаа) е градче и община в Северна Италия, провинция Варезе, регион Ломбардия. Разположено е на 334 m надморска височина. Населението на общината е 5251 души (към 2018 г.).